# Abarth
Abarth & C. S.p.A. es un fabricante de automóviles italiano, como subsidiaria de Fiat Group Automobiles, fundada en 1949 en Bolonia, Italia, por el italo-austríaco Carlo Abarth. Actualmente es propiedad de Stellantis.
Es una marca histórica y estrechamente relacionada con Fiat, ya que mayoritariamente sus modelos se basaron principalmente en coches producidos por dicho fabricante, principalmente versiones de alto rendimiento del modelo Fiat 600. A pesar de ello, Abarth también prestó su colaboración en la creación de versiones de alto rendimiento de modelos del fabricante alemán Porsche. Tras su adquisición en 1971, pasó a ser subsidiaria de Fiat S.p.A. que la convirtió en su exclusiva división de preparados de alto rendimiento.[cita requerida]

## Historia

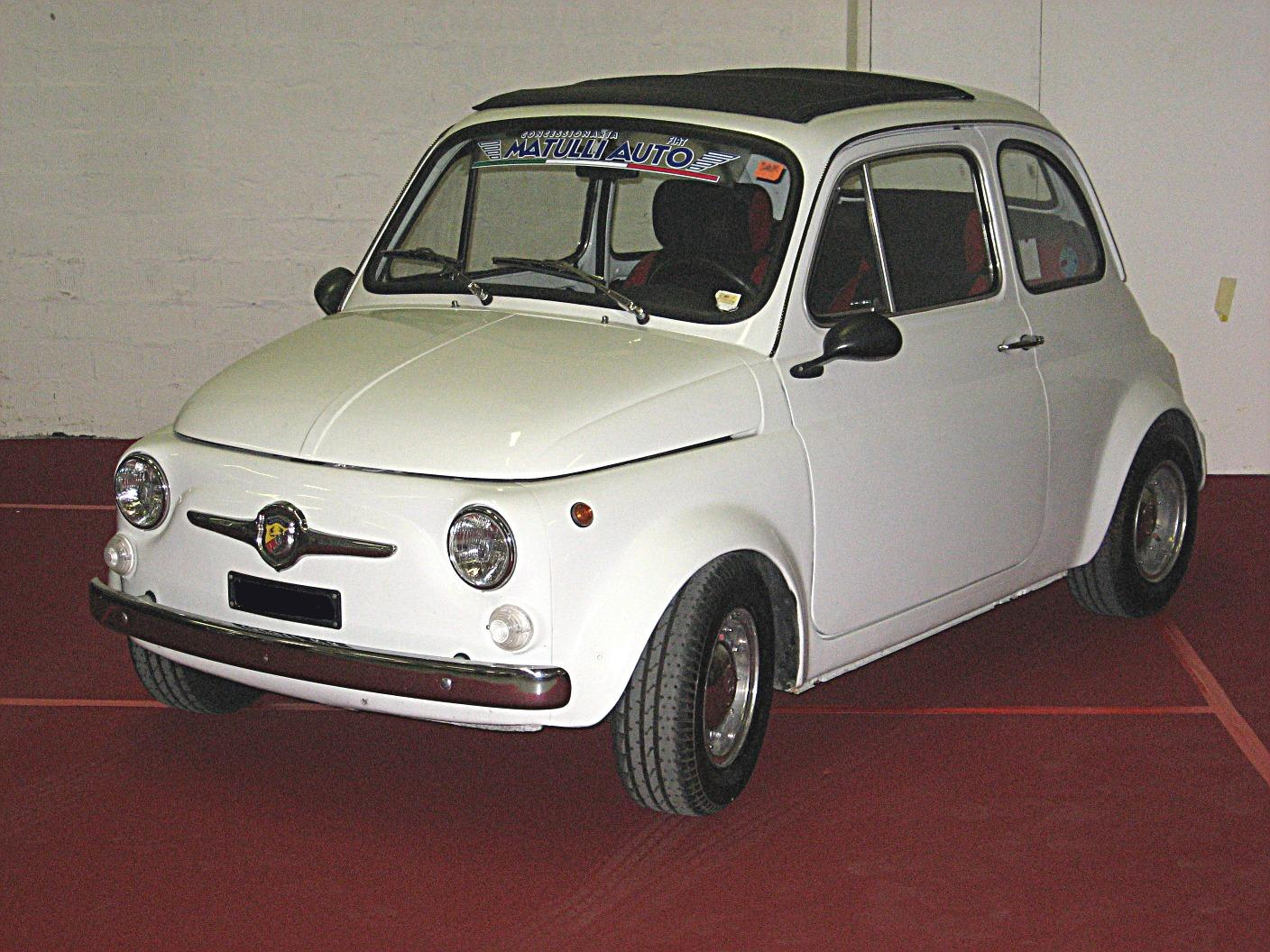
Abarth 695, derivado del Fiat 500 (1957).

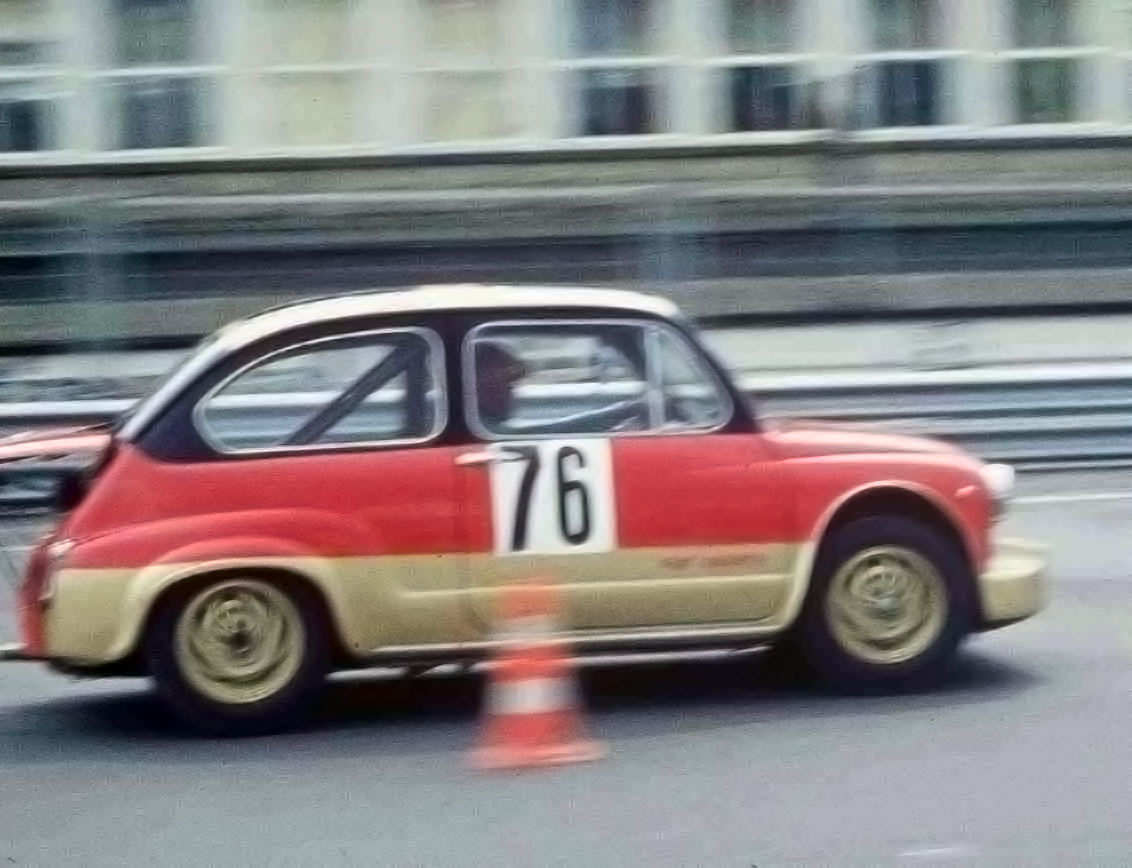
Abarth 1000 TC, derivado del Fiat 600.

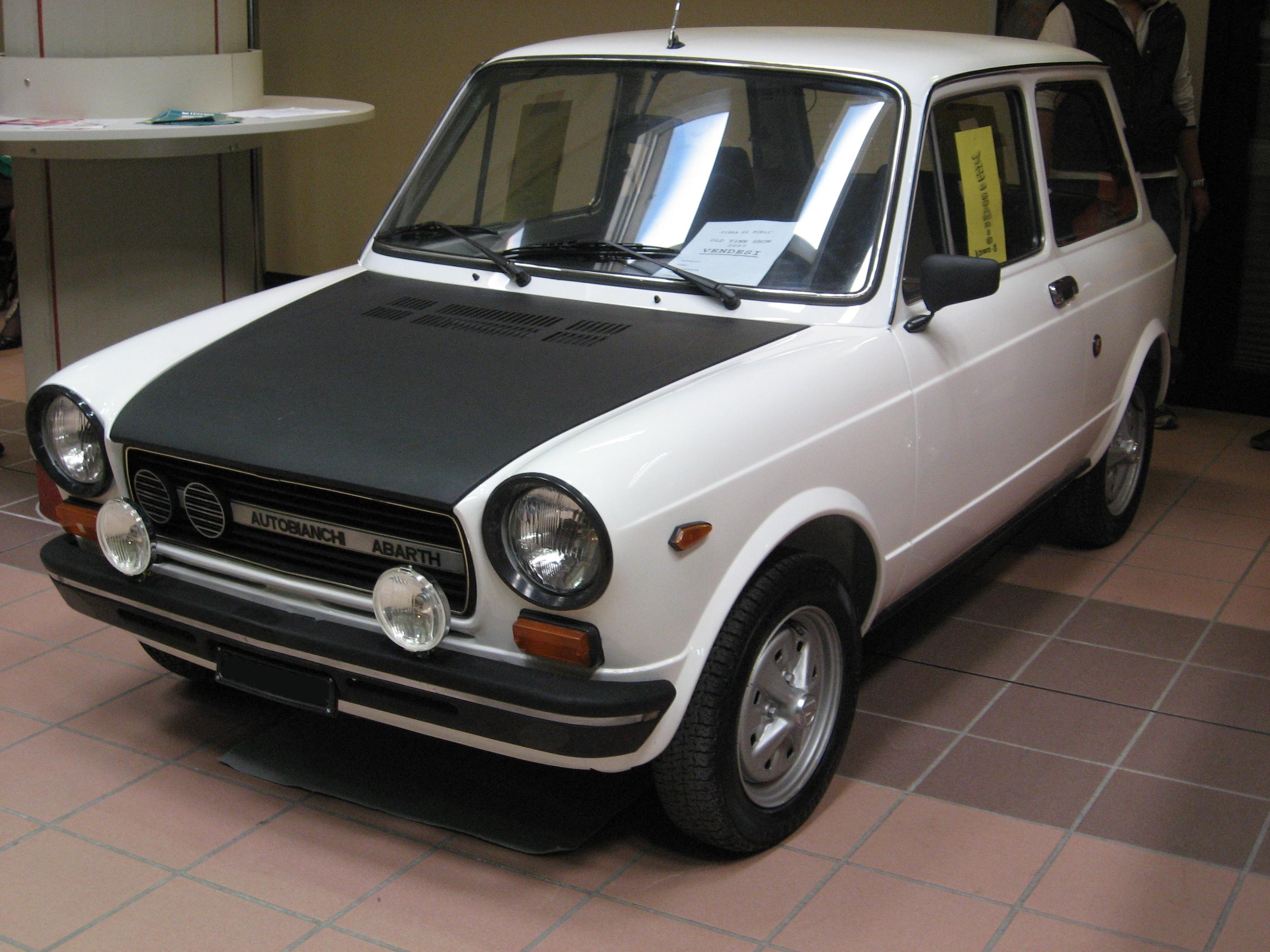
Autobianchi A112 preparado por Abarth.

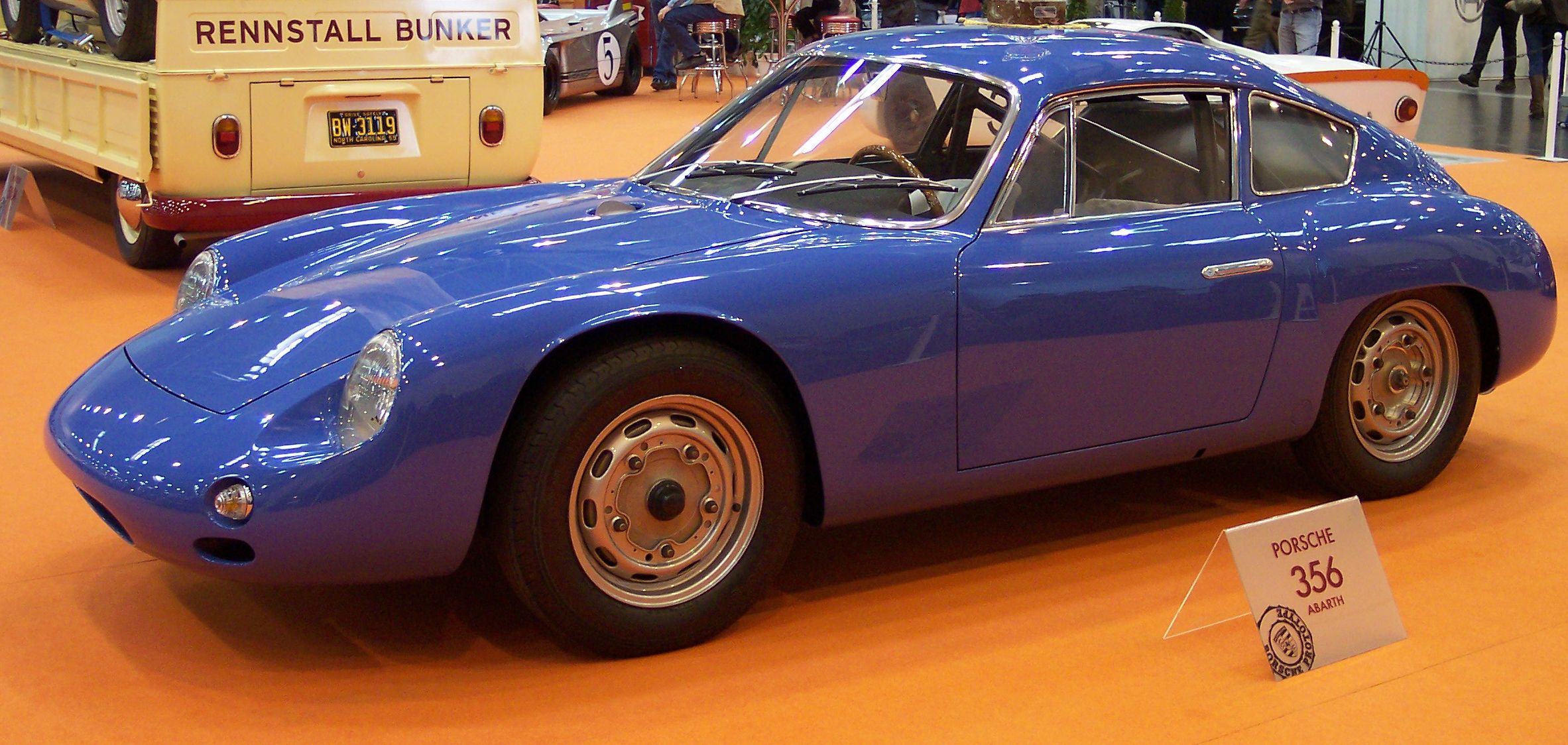
Porsche 356. Abarth también realizaba preparaciones sobre bases de Porsche.

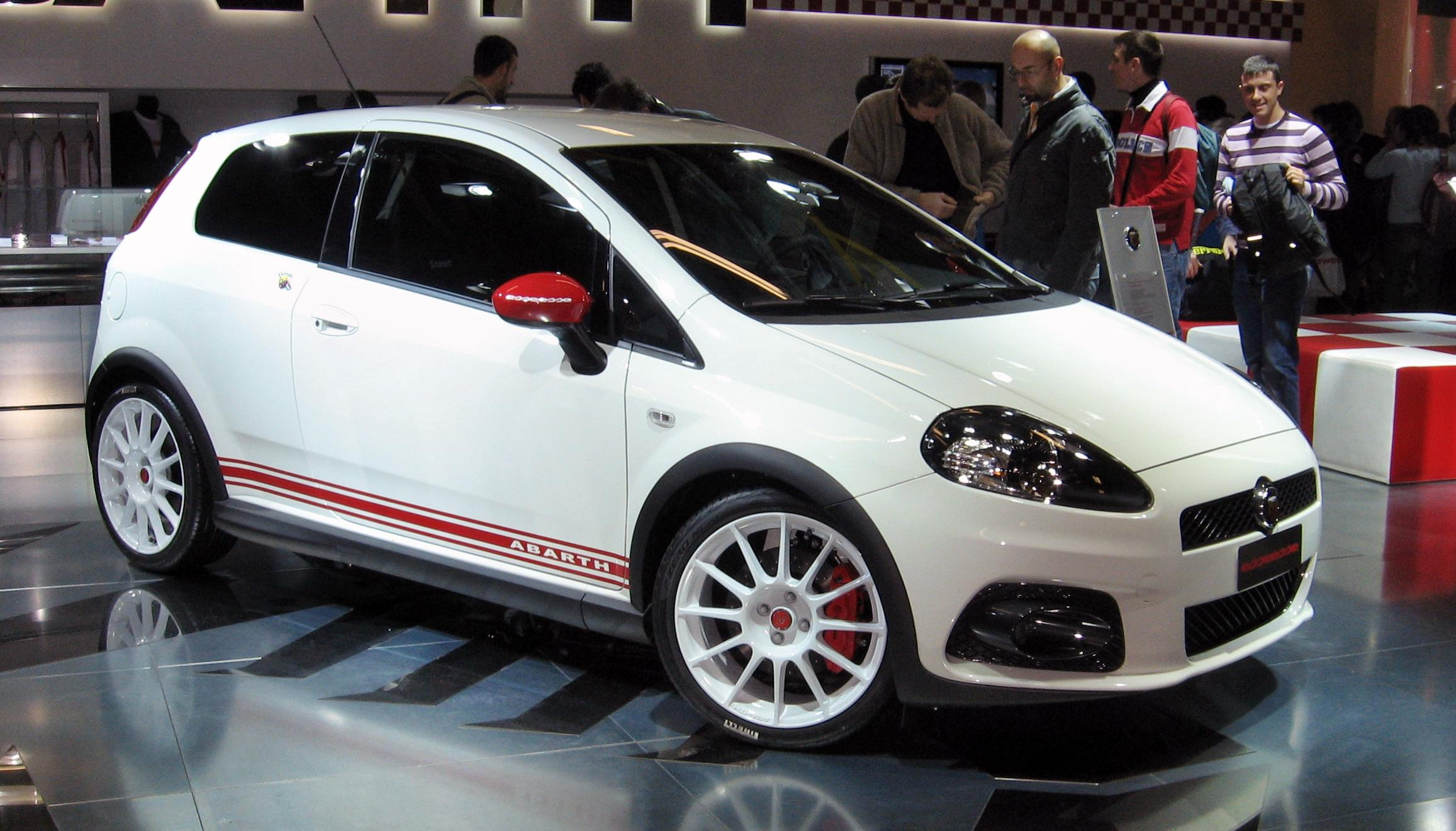
Abarth Grande Punto, derivado del Fiat Punto.

De 1949 hasta 1959, se dedicó a producir carrocerías para algunos chasis Ferrari, en la época en que Ferrari únicamente suministraba el chasis, así como el motor y transmisión del coche, que compañías como Pininfarina, Scaglietti, Zagato y la misma Abarth suministraban la carrocería, además de empezar a sobresalir en el desarrollo de mejoras para motores de automóviles de competición.[cita requerida]
En los años 1960, Abarth & C. S.R.L cosechó varios triunfos en subidas en cuesta y carreras de gran turismo, principalmente en las clases de 850 a 2000 cm³ (0,9 a 2 L) (51,9 a 122 plg³), compitiendo con los Porsche 904 y Ferrari Dino. Hans Herrmann fue piloto oficial desde 1962 hasta 1965, cuando ganó los 500 km (311 millas) de Nürburgring en 1963 con Teddy Pilette.[cita requerida]
Carlo Abarth prometió a Johann Abt que conduciría un coche preparado gratuitamente si ganaba todas las carreras en las que participase y casi lo consiguió. Ganó 29 de 30 carreras, quedando segundo en la última.[cita requerida]
Junto a los coches de competición, Abarth también producía tubos de escape de alto rendimiento. Posteriormente, se diversificó la producción para fabricar equipos de preparación para coches de calle, principalmente para Fiat. Abarth también se asoció con Porsche y Simca para mejorar sus modelos.
Abarth fue vendida a Fiat S.p.A. el 31 de julio de 1971 y el equipo se vendió a Enzo Osella. Abarth se convirtió en la sección de competición de Fiat, dirigida por el afamado diseñador de motores Aurelio Lampredi. Algunos modelos producidos por el Grupo Fiat o sus subsidiarias, como Lancia o Autobianchi se renombraron como Abarth, siendo el más famoso el Autobianchi A112 Abarth. En la época en que SEAT forma parte del grupo Fiat, se compartieron algunas preparaciones tipo "kit" con algunos modelos, incluso se le hizo alguna propia; destacan los SEAT 600 Abarth, 131 Abarth, 127 segunda serie Abarth, Panda Abarth y el Fura Crono Abarth. También preparó para rally modelos como el Fiat 124 Abarth o el Fiat 131 Abarth. En los años 1980, el nombre de Abarth se usó para versiones de alto rendimiento, tales como el Fiat Ritmo 130 TC. Después el nombre fue olvidado durante la última década del siglo XX, pero se recuperó en el nuevo milenio para usarlo como nivel de acabado del Fiat Stilo. En 2007, Fiat Group Automobiles relanzó la marca con el Fiat Grande Punto Abarth y el Grande Punto Abarth S2000.
La marca fue relanzada por Luca de Meo, que la presidió hasta su partida al Grupo Volkswagen. Tras él varios directores han pasado por la gestión de Abarth, como Antonino Labate o Marco Magnanini. Actualmente es Paolo Gagliardo el gerente de la firma desde principios de 2015.

## Abarth en Sudamérica
En el mercado sudamericano, Abarth ingresó por primera vez a Argentina en el año 2009, inicialmente a través de la importación por parte de directivos de la filial argentina de Fiat, quienes dispusieron de unidades basadas en el modelo Fiat 500 para su uso personal. La marca fue oficialmente lanzada al público en el año 2012, con el anuncio de la creación de la categoría promocional de automovilismo Abarth Punto Competizione, para la cual se dispuso la importación a Argentina de unidades Abarth Punto, basadas en el Fiat Grande Punto. Dos años después, fue presentado al público la primera versión del Abarth 500, basado justamente en el ya mencionado Fiat 500. En ambos casos y a pesar de que a nivel mundial Abarth es ofrecida como una marca independiente, propiedad de Stellantis, en Sudamérica sus modelos son ofrecidos como Fiat Abarth, a pesar de únicamente llevar el blasón de Abarth en su frente y trasera, lo que terminó generando para Abarth una imagen de marca desarrolladora de coches de alto rendimiento basados en modelos de Fiat, tal cual sus comienzos en el mercado italiano.
Luego del lanzamiento en 2015 del Abarth 500, una serie de trabas impuestas por la administración aduanera argentina, provoco que la marca se retirase temporalmente hasta el año 2018, ocasión en la que fuera lanzada la versión mejorada del Abarth 500, que fuera conocida como Abarth 595 Turismo. Este modelo finalmente sería tomado como base para la creación de una nueva categoría promocional para el automovilismo argentino, siendo lanzada en 2022 la Copa Abarth Argentina, categoría que comparte calendario y escenarios con el TN APAT.
Tras estas presentaciones, Abarth terminaría por hacer pie en el mercado sudamericano ampliando su espectro colaborativo con Fiat, asentandose principalmente en Brasil. Como consecuencia de ello, Fiat comenzó a presentar versiones de sus modelos desarrollados para este mercado bajo el blasón de Abarth, siendo presentadas versiones de los modelos Argo, Pulse y Fastback.

## Modelos producidos

### Actuales

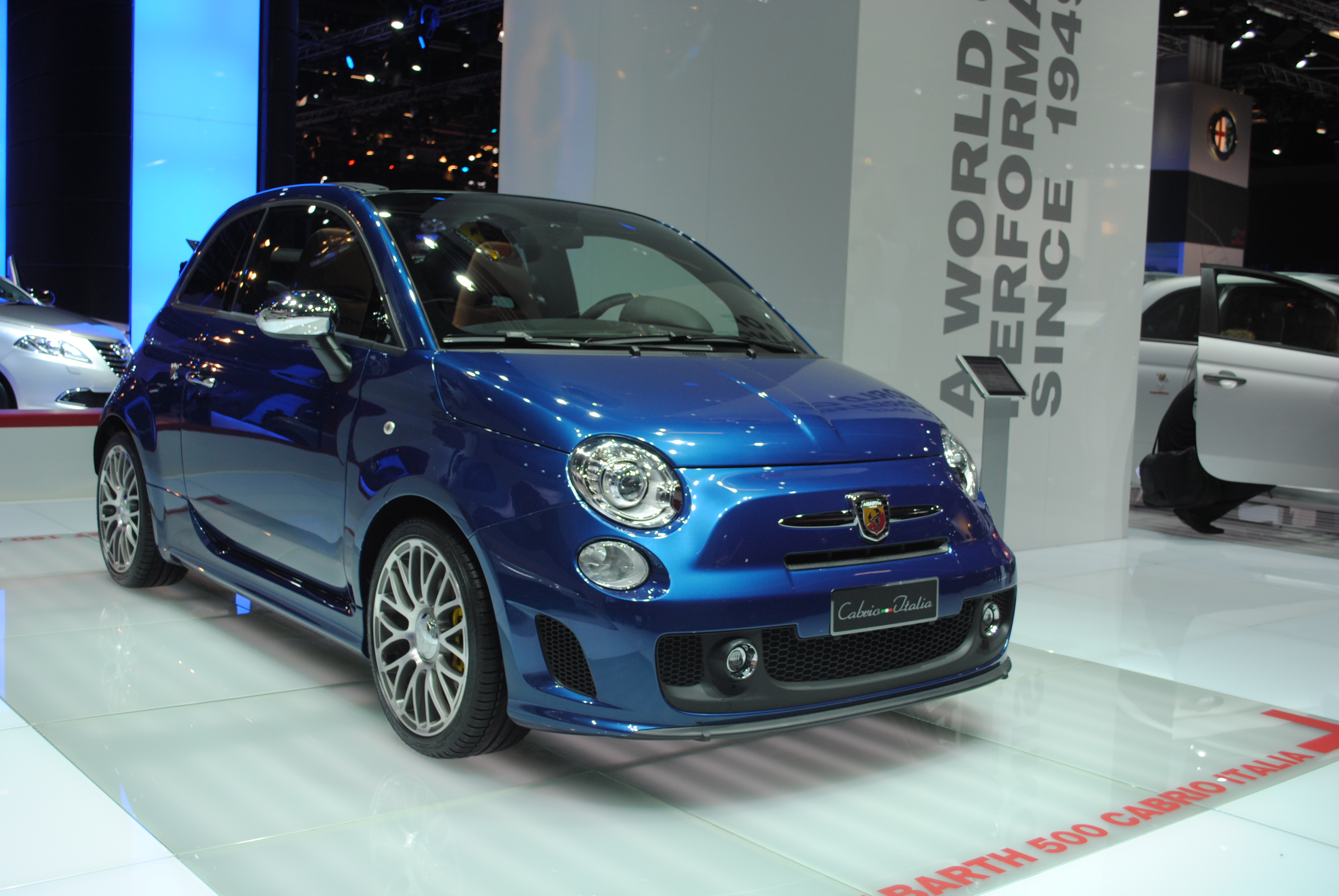
500C
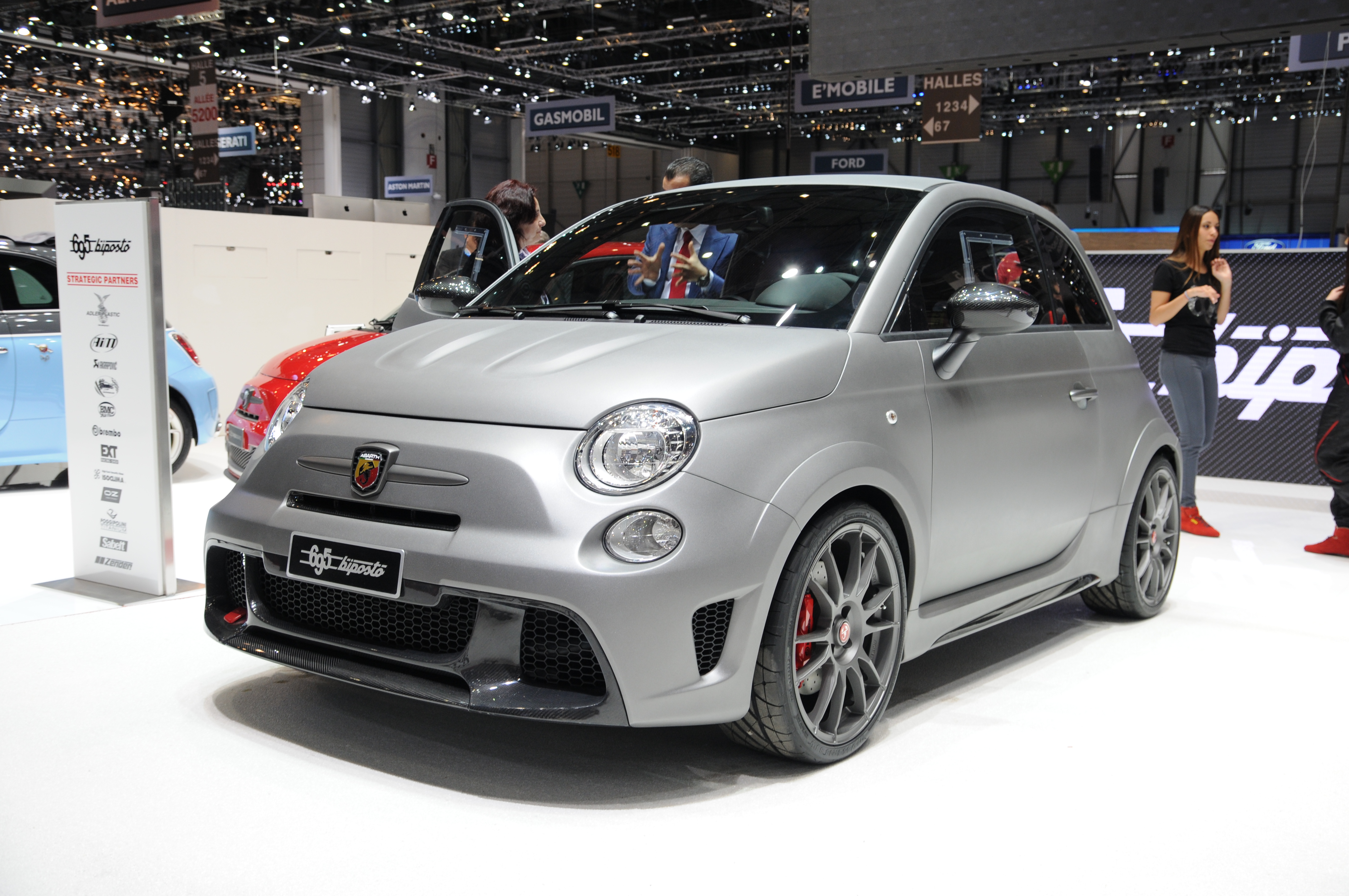
695 Biposto

### Anteriores
| - Ferrari 166/250 MM - Abarth 205A Berlinetta - Alfa Romeo Abarth 2000 Coupe - Abarth 207A Spyder - Abarth 1100 GT Coupé - Fiat-Abarth 750 - Porsche 356B Carrera GTL Abarth - Abarth Simca GT - Abarth Simca 1300GT - Abarth Simca 2000 - Fiat Abarth 850TC Berlina - Fiat Abarth OT 1000 - Fiat Abarth 1000SP - Autobianchi A112 Abarth - Abarth Monomille - Fiat Stilo Abarth | - Fiat Cinquecento Abarth - Fiat Ritmo 125 TC Abarth - Fiat 124 Abarth Rally - Fiat 131 Abarth Rally - Fiat Punto Abarth - Fiat Palio Abarth Super 1600 - Lancia 037 Abarth SE - Abarth Grande Punto (2007) - Abarth 500 Assetto Corse - Abarth 500 essesse - Abarth Grande Punto S2000 - Abarth 695 Tributo Ferrari - Abarth 124 Spider - Fiat Pulse Abarth - Fiat Fastback Abarth |